# ОШ „Никола Тесла” Бачка Топола
ОШ „Никола Тесла” је једна од основних школа на подручју општине Бачка Топола, Севернобачки округ. Смјештена је на адреси Фрушкогорска 1, Бачка Топола. Име је добила по Николи Тесли српском и америчком проналазач, инжењер електротехнике и машинства и футуриста, најпознатији по свом доприносу у пројектовању модерног система напајања наизменичном струјом.

## Историјат
Школа је почела са радом 1. септембра 1959. под називом „20. април“. У периоду од 1965. до 1968. изграђен је школски објекат на локацији где се и данас налази. У изградњи школе учествовало је 9600 грађана који су дали самодопринос за изградњу, а чија се имена чувају на спомен-табли у фоајеу зграде. Школа је, 30. маја 1999. године променила име у ОШ „Никола Тесла“, а за Дан школе одређен је 20. мај. Први дан школе организован је у сарадњи са музејем „Никола Тесла“ и удружењем „Никола Тесла“ из Београда Школа је некад имала изразиту сарадњу са Петницом, била је регионални центар за активно учење, имала побратимске везе са школама у Љигу, Раковици, Будимпешти, Риму. Друштвени живот школе је веома богат и одвија се током читаве школске године. Манифестације које треба издвојити су: Свечани пријем првака, „Сунчана јесен“, „Кукурузијада“ (манифестација у част кукуруза која се састоји од такмичарских игара за ученике од другог до осмог разреда, кувања традиционалних јела од кукуруза и избора најкукурузнијег костима), Дечја недеља, Школска слава (Свечана академија у градском позоришту, традиционални славски обреди у којима мађарска одељења иду у госте српским одељењима), приредба за мајке поводом Осмог марта, Дан описмењавања, Дан школе, свечани испраћај осмог разреда. Ученици школе су постигли значајне резултате на окружним и републичким такмичењима (биологија, историја, математика, српски језик, мађарски језик, ликовно и литерарно стваралаштво, музика, спорт). У школи је организован рад у две смене. Настава се одвија на српском и мађарском језику. Просторни услови рада: 18 кабинета, 6 специјализованих учионица, 12 учионица опште намене, 2 просторије за продужени боравак, 2 фискултурне сале, 1 свечана сала, 1 библиотека, зборница, канцеларије. У непосредном раду са ученицима запослено је 58 наставника, а остали кадрови чине 24 запослена. Школске 2018/2019. у школи има 503 ученика, који су распоређени у 31 одељење (16 на српском и 15 на мађарском језику).